# Giancarlo Zoli
Giancarlo Zoli (Bologna, 7 settembre 1917 – Firenze, 25 aprile 2007) è stato un avvocato e politico italiano.

## Biografia
Nato a Bologna il 7 settembre 1917, avvocato, figlio di Adone Zoli, si impegnò nella Resistenza fiorentina tanto da cadere vittima degli squadristi della banda Carità ed essere imprigionato a Villa Triste e poi alla Fortezza da Basso dall'11 novembre al 21 dicembre 1943 assieme al padre Adone Zoli ed al fratello Angiolo Maria Zoli. Sposato con Gabriella, ha sempre svolto la sua attività di avvocato, iniziò la sua attività politica nel 1956 come consigliere comunale nelle file della Democrazia Cristiana. Assessore nelle giunte La Pira e Bausi.
Fondatore della'Associazione Amicizia Ebraico Cristiana.
Fautore dei principi Europeisti: membro del Comitato Economico e Sociale, membro del Movimento Federalista, membro del Consiglio dei Comuni di Europa
Nel 1974 divenne sindaco di Firenze.
Attivo e presente nella città, è stato al vertice di importanti sodalizi, come l'Istituto Storico della Resistenza in Toscana e dell'Educandato Statale della SS. Annunziata - Poggio Imperiale.
Nel 2016 il comune di Firenze gli intitola una piazza.